# Phaonia abdita
Phaonia abdita är en tvåvingeart som först beskrevs av Giglio-tos 1893.  Phaonia abdita ingår i släktet Phaonia och familjen husflugor. Inga underarter finns listade i Catalogue of Life.